# Mary Louise Smith (attivista)
Mary Louise Smith Ware, nata Mary Louise Smith (Montgomery, 1937), è un'attivista statunitense.
È famosa per essere stata arrestata nell'ottobre del 1955 all'età di 18 anni a Montgomery per essersi rifiutata di rinunciare al suo posto su un bus segregato. È una delle donne che sono state arrestate per questa violazione prima di Rosa Parks quello stesso anno. Parks è stata la persona intorno alla quale è stato organizzato il boicottaggio dei bus a Montgomery, a partire dal 5 dicembre 1955.

## Infanzia e formazione
Mary Louise Smith è nata a Montgomery in una famiglia cattolica. Lei e tutti i suoi fratelli hanno frequentato e si sono diplomati all'Istituto Educativo St. Jude. È ancora membro della chiesa di St. Jude, dove è stata battezzata.
All'età di 18 anni, il 21 ottobre 1955, Smith stava tornando a casa sul bus di Montgomery e le fu ordinato di lasciare il suo posto a un passeggero bianco che era salito dopo. Dopo aver rifiutato di farlo, viene arrestata. Fu accusata di non aver obbedito alle ordinanze di segregazione, circa 40 giorni prima dell'arresto di Rosa Parks per accuse simili. Suo padre pagò la sua multa di nove dollari e la liberò dalla prigione. L'arresto era inizialmente noto solo alla famiglia e ai vicini.
Più tardi un cugino, in un incontro di massa per sostenere un previsto boicottaggio degli autobus, ha discusso il caso di Smith con gli organizzatori. L'avvocato Fred Gray ha chiesto a Smith e al padre di diventare querelante in una causa legale per porre fine ai sedili segregati sugli autobus cittadini. Suo padre acconsentì, perché voleva giustizia.

## Browder contro Gayle
Il 1º febbraio 1956 Grey e altri avvocati hanno presentato una causa civile, Browder contro Gayle, alla Corte Distrettuale degli Stati Uniti, contestando le leggi statali e locali sulla segregazione dei bus. Smith era una delle cinque querelanti, tra cui Aurelia Browder, Claudette Colvin, Susie McDonald e Jeanette Reese. Le donne hanno testimoniato davanti a tre giudici e il 13 giugno 1956, la corte ha deciso che le leggi fossero incostituzionali.
La sentenza è stata confermata dalla Corte Suprema degli Stati Uniti il 13 novembre in una decisione storica, e nel mese di dicembre ha deciso di non accettare il ricorso. Il 20 dicembre 1956, la Corte Suprema ha ordinato all'Alabama di desegregare i suoi autobus e il boicottaggio dei bus a Montgomery è terminato.

## Attivismo
Smith ha sposato il sign. Ware e ha avuto quattro figli. Successivamente hanno divorziato. Smith ha continuato a lavorare per i diritti civili dopo il boicottaggio e il processo. Per esempio, ha lavorato nelle campagne per il suffragio universale prima della legge federale sul diritto di voto del 1965 e ha partecipato nel 1963 alla marcia su Washington per il lavoro e la libertà. Nel 1969 Smith ha contattato l'avvocato per i diritti civili Morris Dees per denunciare l'YMCA di Montgomery perché non permetteva l'iscrizione ai campi estivi ai figli di sua sorella.
Nel 1995, Smith ha detto a un giornalista che è stato discusso che lei potesse diventare un banco di prova da parte dei leader neri in relazione all'organizzazione di un boicottaggio di autobus. Ha detto che non l'hanno scelta perché suo padre era considerato un alcolizzato e hanno voluto che non ci fosse alcun motivo per criticare i partecipanti. Smith ha detto che però non era vero e lei era più disturbata dalla diceria che dal non aver avuto il giusto riconoscimento per il suo contributo. Data l'attenzione nazionale dovuta al boicottaggio dei bus a Montgomery, Rosa Parks è la donna più associata alla questione. Smith era orgogliosa di essere tra le quattro donne che hanno preso parte alla causa alla Corte Suprema degli Stati Uniti.
Quando Rosa Parks è morta nell'ottobre 2005, Smith, allora sessantanovenne, ha partecipato alla commemorazione a Montgomery. «Ho dovuto pagare il mio tributo a lei» disse Ware "Era il nostro modello di riferimento".

## Nella cultura di massa
Rita Dove, una Poeta Laureata statunitense, ha menzionato Mary Louise Smith nella sua poesia The Enactment, nella sua raccolta On the Bus with Rosa Parks (1999). Ha anche menzionato la giovane attivista nel suo articolo per il Time The Torchbearer Rosa Parks.